# Чарльз Гатчет
Чарльз Гатчет (англ. Charles Hatchett, 2 січня 1765, Лондон — 10 березня 1847, Челсі) — англійський хімік і мінералолог. У 1801 році відкрив хімічний елемент Ніобій.
Чарльз Гатчет народився у сім'ї відомого виробника карет. Однак спочатку не пішов за професією батька, а мав інтерес до мінералогії та хімії. У 1801 році за замовленням Британського музею у Лондоні проводив аналіз мінералу Колумбіту. Новий елемент Гатчет назвав Колумбій. 26 листопада він доповідає про своє відкриття перед Королівським товариством Ця назва зберігається до тепер в англомовному просторі. Відкриття Гатчета було підтверджено пізніше, вже після його смерті. Генріх Розе у 1844 році відкрив елемент ще раз. Оскільки йому роботи Гатчета не були відомі, він називає елемент Ніобій. 
У 1795 році Гатчет був обаний членом Лондонського Ліннеївського товариства та у 1797 році членом Лондонського королівського товариства.
Останні роки свого життя Чарльз Гатчет присвячує сімейній справі виробництва карет та полишає хімію. Він також стає відомим колекціонером старих музичних манускриптів та музичних інструментів.
У 1798 році нагороджений Медаллю Коплі. На його честь названо нагороду, засновану Institute of Materials, Minerals and Mining («IOM3», Лондон), якою починаючи з 1979 року нагороджуються автори найкращих публікацій в галузі науки і технології ніобію і його сплавів. Медаль відлита з чистого ніобію.

## Окремі публікації
- Analysis of Magnetical Pyrites (1804)
- Treatise on Spikenard of the Ancients (1836)